# 紫端翼嵌线螺
紫端翼嵌线螺（学名：Gyrineum pusillum），是异足目法螺科翼法螺属的一种。主要分布于印度尼西亚，常栖息在浅海。